# Дипломатические последствия войны между Израилем и ХАМАСом (2023)
Война между Израилем и ХАМАСом в 2023 году вызвала крупный дипломатический кризис, в ходе которого многие страны мира резко отреагировали на конфликт, повлиявший на динамику региональных отношений. Девять стран пошли на решительный шаг, отозвав своих послов и разорвав дипломатические отношения с Израилем.

## Разрыв и отзыв дипломатических отношений
По меньшей мере девять стран — Иордания, Бахрейн, Турция, Колумбия, Гондурас, Чили, Белиз, Южная Африка и Чад — отозвали своих послов в Израиле или вообще разорвали связи. Эти меры были приняты в ответ на конфликт Израиля с ХАМАСом, ссылаясь на гуманитарные опасения по поводу эскалации конфликта.

### Южная и Центральная Америка
Несколько стран Южной Америки подали дипломатические протесты против Израиля в ответ на конфликт с ХАМАСом. 31 октября Боливия разорвала дипломатические отношения с Израилем, объяснив своё решение военными преступлениями и нарушениями прав человека в секторе Газа. Чили и Колумбия также отозвали своих послов. Белиз приостановил дипломатические отношения с Израилем.
Президент Гондураса Ксиомара Кастро объявила об отзыве своего посла 4 ноября, вскоре после того, как министерство иностранных дел страны заявило, что «Гондурас решительно осуждает геноцид и серьёзные нарушения международного гуманитарного права, от которых страдает гражданское палестинское население в секторе Газа».

### Западная Азия

#### Иордания
Иордания, важный союзник США на Ближнем Востоке, отозвала своего посла 1 ноября как «выражение позиции Иордании, заключающейся в неприятии и осуждении бушующей израильской войны в секторе Газа, которая убивает невинных людей и вызывает беспрецедентную гуманитарную катастрофу». Аналогичным образом, Иордания добавила, что послу Израиля, который покинул Амман (столицу) после нападения ХАМАСа, не будет разрешено вернуться.
В ноябре 2023 года премьер-министр Иордании заявил, что Иордания рассматривает все доступные варианты ответа на израильскую агрессию в секторе Газа и её последующие последствия. Он утверждал, что израильская блокада густонаселенного сектора Газа не может быть оправдана самообороной, и раскритиковал неизбирательное нападение Израиля, в результате которого в число целей были включены безопасные зоны и машины скорой помощи.

#### Бахрейн
Национальная ассамблея Бахрейна приостановила дипломатические и экономические отношения 2 ноября, сославшись на «твердую и историческую позицию, которая поддерживает дело палестинцев и законные права палестинского народа». В Израиле заявили, что ничего не знали об этом решении.

#### Турция
Турция отозвала своего посла в Израиле из-за гуманитарного кризиса, вызванного продолжающимися нападениями Израиля на мирных жителей в секторе Газа 4 ноября. Президент Турции Реджеп Тайип Эрдоган объявил, что прекращает все контакты с премьер-министром Израиля Биньямином Нетаньяху.

### Африка

#### Южная Африка
Южная Африка отозвала всю свою дипломатическую миссию 6 ноября и раскритиковала посла Израиля за унижение тех, кто «выступает против зверств и геноцида израильского правительства». 21 ноября Израиль отозвал своего посла в Южной Африке для «консультации» всего за несколько часов до того, как южноафриканский парламент должен был проголосовать за закрытие или приостановку работы посольства Израиля в стране. Большинство парламента проголосовало за закрытие израильского посольства.

#### Чад
Чад также отозвал своего посла 6 ноября, отметив, что он осуждает «гибель многих невинных мирных жителей и призывает к прекращению огня, ведущему к прочному решению палестинского вопроса».

## Другие воздействия

### Китай
Война подвергла испытанию китайскую стратегию «сбалансированной дипломатии» на Ближнем Востоке. Поляризация вокруг конфликта затруднила сохранение стратегического видения Пекина на Ближнем Востоке.

### Глобальный Юг
Поддержка Западом израильского вторжения в сектор Газа привела к широким разногласиям с странами Глобального Юга. Это привело к растущему негативному восприятию «двойных стандартов» и «эгоцентричного» Запада со стороны Глобального Юга.

### Дипломатия США
Соединённые Штаты изо всех сил пытались увеличить свое влияние после начала войны между ХАМАСом и Израилем. Соединенные Штаты ведут интенсивную дипломатию, направленную на предотвращение распространения войны на весь регион.

### G7
Госсекретарь США Энтони Блинкен стремился к единству «Большой семерки» (G7) в том, как справиться с кризисом. Члены «Большой семерки» искали точки соприкосновения, чтобы не допустить, чтобы война в Газе привела к дальнейшей дестабилизации и без того шаткой безопасности на Ближнем Востоке.

### Влияние на отношения США и Ирана
Война между Израилем и ХАМАСом обострила борьбу между США и Ираном за влияние на Ближнем Востоке. Долгосрочная стратегия Ирана предполагает уничтожение Израиля и вбивание клина между Израилем и его соседями по региону. Несмотря на напряженность и гнев во всем регионе, усилия администрации Байдена по сдерживанию Ирана и предотвращению более широкой войны соответствуют приоритетам большинства арабских правительств.

### Соглашение о нормализации отношений между Саудовской Аравией и Израилем
Саудовская Аравия под руководством наследного принца Мухаммеда бен Салмана вела переговоры с Израилем о возможной нормализации дипломатических отношений. Однако из-за начала войны эти переговоры были приостановлены. Решение о приостановке переговоров было доведено до сведения госсекретаря США Энтони Блинкена, что нанесло удар по недавним усилиям США по восстановлению мира и дипломатических связей между двумя странами.

## Признание Государства Палестина
Министр иностранных дел Испании Хосе Мануэль Альбарес заявил, что Испания выступает за признание Государства Палестина в кратчайшие сроки. Министр сотрудничества и развития Бельгии Кэролайн Геннес заявила, что Бельгия также рассматривает возможность признания государства Палестина.
24 апреля 2024 года Ямайка признала независимость Государства Палестина.

## Мирный процесс
18 ноября президент США Джо Байден заявил, что после войны «Газа и Западный Берег должны быть воссоединены под единой структурой управления, в конечном итоге под обновлённой Палестинской автономией, поскольку мы все работаем над решением, основанным на создании двух государств»
Выступая в Дубае 2 декабря 2023 года, вице-президент США Харрис заявила, что постконфликтный подход регулируется пятью принципами: «недопустимо насильственное перемещение, отсутствие повторной оккупации, отсутствие блокады, отсутствие сокращения территории и „недопустимость использования сектора Газа в качестве платформы для терроризма“. Мы хотим видеть объединение Газы и Западного Берега под властью Палестинской автономии, и голоса и чаяния палестинцев должны быть в центре этой работы».
В статье в Financial Times главный европейский дипломат Жозеп Боррель заявил, что решение о создании двух государств является «лучшей гарантией безопасности» для Израиля Байден заявил, что Соединенные Штаты «не откажутся» от решения о создании двух государств. Премьер-министр Биньямин Нетаньяху заявил: «Я единственный, кто предотвратит создание палестинского государства в секторе Газа и [на Западном Берегу] после войны».
Бывший госсекретарь США Генри Киссинджер 18 октября, в последнем своём интервью отметил: 

Формальный мир не гарантирует прочного мира. Сложность формулы о двух государствах демонстрирует эксперимент с ХАМАСом. Газа была сделана квазинезависимой [бывшим премьер-министром Израиля Ариэлем Шароном) для того, чтобы проверить возможность решения о двух государствах. На самом деле это привело к гораздо более сложной ситуации. За последние два года она стала намного хуже, чем в 2005 году. Так что реализация решения о двух государствах не гарантирует, что то, что мы видели в последние недели, не повторится.